# ラッソーリニク
ラッソーリニクまたはラソールニック（rassolnik, ロシア語：рассольник）は、キュウリのピクルスとオオムギ、ブタかウシの腎臓から作るロシアの伝統的なスープである。四旬節の時に作るベジタリアン用も存在する。
15世紀から存在していたことが知られており、当時はkalyaと呼ばれていた。その後、一般的なソビエト料理となり、今日ではウクライナやベラルーシでも食べられる。似た料理はポーランドでも食べられ、「キュウリのスープ」という意味のzupa ogorkowaと呼ばれる。
キュウリのピクルスの漬け汁に様々な香辛料を加えて作る。二日酔いの治療のためにも飲まれる。